# Dalyan (Ortaca)
Dalyan is een stadje en gemeente in de provincie Muğla aan de zuidwestkust van Turkije. Het stadje is een zelfstandige gemeente binnen het administratieve district Ortaca en telt ruim 4700 inwoners.
Van oorsprong is het een klein vissersdorpje aan de Turkse zuidkust. De plaats ligt aan de Dalyan-rivier (Dalyan çayı), die het Meer van Köyceğiz (Köyceğiz Gölü) verbindt met de Middellandse Zee.

## Het toponiem dalyan
Het stadje Dalyan en ook de rivier waaraan het stadje ligt, danken hun naam aan een oude vorm van viscultuur. Het toponiem dalyan betekent namelijk viskering of viskwekerij. Vanuit de oudheid worden delen van de Dalyan rivier en de aangrenzende meren afgeschermd met gaas en netten zodat de vis, vooral zeebaars, zeebrasem en harder, na het paaien in het Meer van Köyceğiz niet naar open water kan terugzwemmen. De jonge vis wordt vervolgens in viskwekerijen opgekweekt voor consumptie.

## Geschiedenis

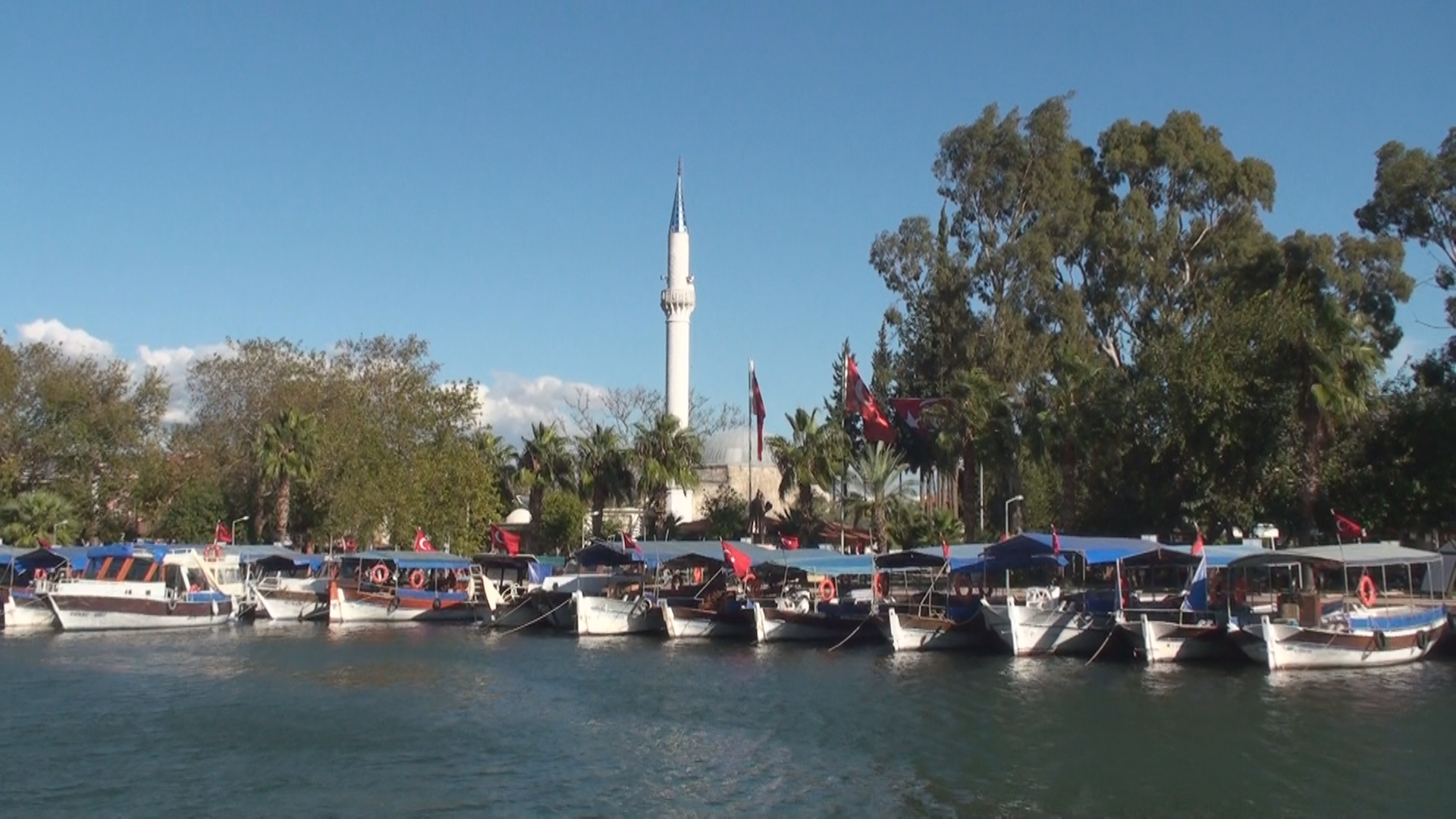
De haven van Dalyan met de oude moskee

Vermoedelijk gaat de geschiedenis van de nederzetting Dalyan terug tot de 13e eeuw. In die tijd, tijdens de heerschappij van de Menteşeoğulları, kwam Köyceğiz op als havenplaats aan het gelijknamige meer en Dalyan als enige nederzetting aan de daaruit uitstromende Dalyan-rivier. Vanuit Köyceğiz en Dalyan werden landbouwproducten en hout aangevoerd, die vervolgens verscheept werden naar Rhodos en andere eilanden in de Egeïsche Zee. 

Dalyan verwierf haar status als belangrijke havenplaats tijdens de regeringsperiode van Süleyman de Grote, toen deze in 1523 Rhodos veroverde. Uit die tijd dateert ook het oudste monument van Dalyan, de moskee aan de haven. 

Vanaf het einde van de 19e eeuw was er een douanepost aan de monding van de rivier (lokaal bekend als Boğazağzı), en ook een pier, een pension en een werf. Hout en landbouwproducten werden er ontscheept en overgeheveld in zeewaardige schepen die voor anker lagen bij het eiland Delik, terwijl vanaf de Egeïsche eilanden waren als thee, suiker, weefsels en hoeden werden aangevoerd. Deze manier van handel drijven duurde voort tot ca. 1960, toen de kleinschalige scheepvaart niet meer kon concurreren met weg- en luchttransport.

Dalyan kwam in 1987/1988 internationaal in de belangstelling te staan naar aanleiding van plannen om het İztuzu-strand voor toeristische doeleinden te exploiteren. De plannen om er een groot hotel te bouwen leidden internationaal tot grote beroering, omdat het strand de op een na belangrijkste nestplaats was voor de bedreigde onechte karetschildpad in het Middellandse Zeegebied. Dankzij protesten van milieuactivisten en internationale milieu- en natuurbeschermingsorganisaties bleef de habitat behouden en kreeg de regio een beschermde status.
 In 1988 werd bouwen op het strand definitief verboden en werden het strand en achterland uitgeroepen tot natuurbeschermingsgebied Köyceğiz-Dalyan, het eerste van zijn soort in Turkije. Er gelden strenge voorschriften om verstoring van de schildpadden te voorkomen. De eens zo verfoeide onechte karetschildpad -die nu zowel het stadslogo als het logo van de bootcoöperatie  van Dalyan opsiert- is een belangrijke toeristische trekpleister geworden.

## Beschermde status

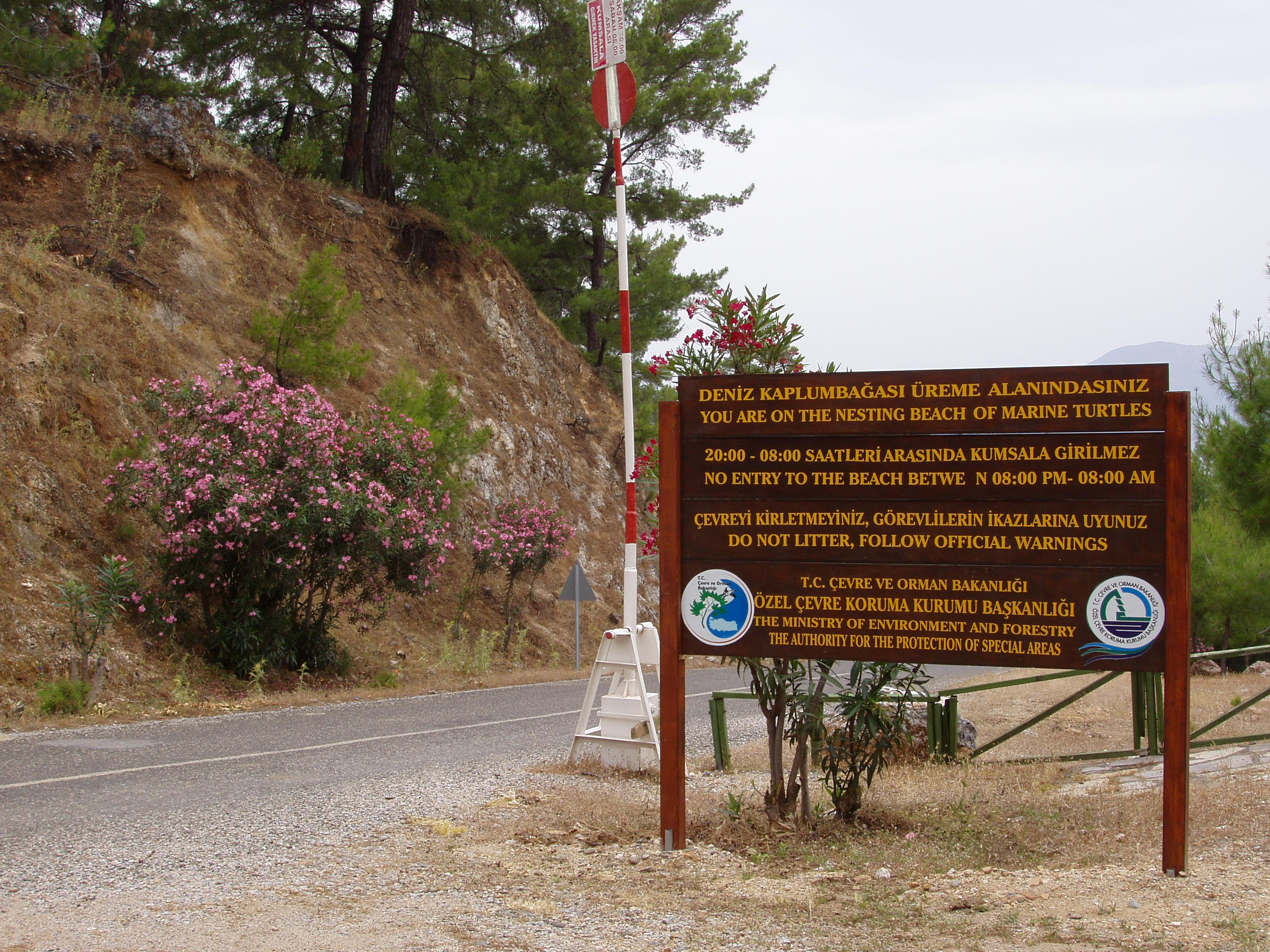
Reglementering aan het İztuzu-strand

Vanwege de beschermde status van het gebied, gelden er in Dalyan en omgeving voorschriften om verstoring tegen te gaan. Toegang tot het strand is streng gereglementeerd en ook ten aanzien van meer, rivier en delta zijn er bepalingen met betrekking tot vaarsnelheid en bevissing. De naleving van de voorschriften valt onder de verantwoordelijkheid van de ÖÇKK, de Autoriteit voor de bescherming van bijzondere natuurgebieden.

De status van natuurbeschermingsgebied heeft ook planmatige gevolgen voor de toegestane bouwactiviteiten in Dalyan zelf. Om Dalyan "groen" te houden, is het dorp verdeeld in zones waarvan de toegestane bebouwingsdichtheid varieert. Er mag niet hoger dan 2,5 verdieping gebouwd worden en op bepaalde plaatsen is bebouwing helemaal verboden. Er is een speciaal bebouwingsplan opgesteld, dat voorziet in een inwonersgroei tot 15.000 zielen rond het jaar 2015.

## Bezienswaardigheden
De grootste trekpleister van Dalyan is ongetwijfeld het İztuzu-strand, een van de belangrijkste nestplaatsen voor de bedreigde onechte karetschildpad (Caretta caretta) in het Middellandse Zeegebied. Het ongerepte strand en haar achterland kregen in 1988 een beschermde status. Na uitverkiezing tot Europe's Best Open Space in 2008 door de Britse krant The Times, is het İztuzu-strand ook in 2011 weer in de prijzen gevallen. Dalyan heeft volgens een onderzoek door vakantiebeoordelingssite Zoover het beste strand van Europa. Veel vakantiegangers waarderen de kleinschalige exploitatie van het strand en de serene ongereptheid ervan. 

Het natuurbeschermingsgebied Köyceğiz-Dalyan heeft niet alleen een bijzondere ecologische waarde; het gebied is ook cultuurhistorisch belangrijk, vanwege de oude Karische stad Kaunos, haar stadsmuren en rotsgraven. 

Ook aan de haven van Çandır en andere plekken in en rondom Dalyan zijn nis- en rotsgraven uit deze periode te vinden. Op het İztuzu-strand zijn resten gevonden van oude zoutwerken. 

De thermale bronnen en modderbaden langs de breukzone aan het meer van Köyceğiz trekken met name onder zomergasten veel belangstelling. De spa van Sultaniye aan de zuidwestkant van het meer van Köyceğizis waarschijnlijk de bekendste en staat in Turkije bekend als kuuroord.

## Bevolking
Tot de grote bevolkingsuitwisseling van 1924 bestond de bevolking van Dalyan uit Turken en Grieken. In de wijk Maraş zijn nog steeds enkele oorspronkelijk Griekse woningen bewaard gebleven. Door de bevolkingsuitwisseling vertrok de Griekse bevolking naar Athene en de Griekse eilanden, en kwam er een toestroom van nieuwe inwoners vanaf het Griekse vasteland, de eilanden Rhodos, Samos en Symi. Ook uit andere delen van het land (de provincie Muğla, het Egeïsche Zeegebied en Oost-Anatolië) vestigden zich nieuwe mensen in Dalyan. 

De laatste grote instroom van etnische Turken vond plaats in het begin van de 50'er jaren, tijdens de politieke spanningen tussen Turkije en buurland Bulgarije.

## Middelen van bestaan
Al sinds de oudheid werd in de regio gehandeld in vis en kuit. De handel in vis, kuit en blauwe krab is voor Dalyan nog steeds een belangrijke bron van inkomsten.

Vanaf ca. 1900 werd er rondom Dalyan veel katoen verbouwd, en tussen 1950 en 1980 werd deze ook in lokale fabrieken verwerkt. Rond 1980 begon de katoen terrein te verliezen ten gunste van citrusfruit, en de laatste jaren is de granaatappelcultuur sterk in opkomst.

Het eerste cultuurtoerisme kwam op gang in de 70'er jaren, nadat in 1968 prof. dr. Bakı Öğün begon met de opgraving van de Karische stad Kaunos. Daarmee verschenen de eerste eenvoudige familiepensions aan de rivier. 

In de 80'er jaren kwam ook het natuurtoerisme op. De vorming van natuurbeschermingsgebied Köyceğiz-Dalyan in 1988 en de belangstelling voor het beschermde İztuzu-strand hebben het toerisme inmiddels tot de belangrijkste bron van inkomsten ingemaakt.